# Пета
 Тази статия е за задната част на ходилото.  За организацията за защита на правата на животните вижте ПЕТА.  За десетичната представка вижте Пета-.
Петáта (на латински: calx) е изпъкналата задна част на ходилото, на която се опира кракът, както в изправено положение, така и по време на ходене. Състои се от петна кост (calcaneus - една от седемте тарзални кости) и разположената върху нея мастна тъкан и кожа.